# أبراهام جاكوب هولانديرسكي
أبراهام جاكوب هولانديرسكي (بالإنجليزية: Abraham Jacob Hollandersky)‏ مواليد 03 ديسمبر 1887 في روسيا - الوفاة 1 نوفمبر 1966 في سان دييغو، كان ملاكم محترف أمريكي صنّف ضمن فئة وزن الوسط.

## إحصائيات
خاض خلال مسيرته 99 نزالا، فاز في 25 وتعادل في 26 وخسر في 39. فاز بالضربة القاضية في 7 نزالات.

## روابط خارجية
- أبراهام جاكوب هولانديرسكي على موقع بوكس ريك (الإنجليزية) (registration required)